# Hypenula deleona
Hypenula deleona är en fjärilsart som beskrevs av William Schaus 1916. Hypenula deleona ingår i släktet Hypenula och familjen nattflyn. Inga underarter finns listade i Catalogue of Life.